# 머요르 베로니커
머요르 베로니커(헝가리어: Major Veronika, 1997년 3월 19일~)는 헝가리의 사격 선수로 주 종목은 권총이다. 2024년 하계 올림픽 사격 여자 25m 권총 종목에서 은메달을 획득하였다.